# 程秉
程秉（？—225年後），字德樞，汝南南頓人。三國時東吳官員，三國時儒學學者。

## 生平
程秉起初跟隨鄭玄，後來北方荒亂而到交州避難，期間與劉熙考究五經大義，因此通繞五經。後來交趾太守士燮任命程秉為長史。吳大帝孫權聽聞程秉的名聲，於是以禮徵召他，程秉到後，被任命為太子太傅。
黃武四年（225年），孫權為太子孫登娶周瑜之女為妃，程秉以太常身份於吳郡迎候，孫權親身上程秉的船，可見孫權對他的極為禮待。程秉又教誨孫登對婚後相處要尊重儒家禮教。後來因病在任職期間逝世。

## 著作
《三國志》載他著有《周易摘》、《尚書駮》、《論語弼》，都是論說五經的書籍，共計有三萬多字。

## 延伸阅读
[在维基数据编辑]
 《三國志/卷53》，出自陳壽《三國志》